# Snögubben (vin)
Snögubben är ett rieslingvin från regionen Mosel-Saar-Ruwer i Tyskland. Vinet är ett halvtorrt Qualitätswein bestimmter Anbaugebiete och tillverkas av kooperativet Moselland. Det har fått sitt namn av att dess flaska liknar en snögubbe. Det såldes tidigare på Systembolaget (med nummer 7261) men har under 2008 försvunnit ur sortimentet.